# Pterotolithus
Pterotolithus – rodzaj ryb z rodziny kulbinowatych (Sciaenidae).

## Klasyfikacja
Gatunki zaliczane do tego rodzaju:
- Pterotolithus lateoides
- Pterotolithus maculatus